# کاترینا زلنیخ
کاترینا زلنیخ (به اوکراینی: Катерина Зелених،  زادهٔ ۳۱ ژانویهٔ ۲۰۰۱) یک کشتی‌گیر آزادکار اهل کشور اوکراین است.
از افتخارات وی می‌توان به کسب مدال نقره قهرمانی کشتی جهان ۲۰۲۴ اشاره کرد.